# 劉辰
劉 辰（りゅう しん、1341年 - 1418年）は、明代の官僚。字は伯静。本貫は婺州金華県。

## 生涯
1358年（至正18年）12月、朱元璋が婺州を下すと、劉辰は謁見を受け、典籤を代行した。方国珍への招諭の使者として立った。方国珍が二姫を飾り立てて進上しようとしたため、劉辰はこれを叱ってしりぞけた。李文忠が厳州府に軍を駐屯させると、劉辰は辟召されて幕下に置かれた。元帥の葛俊が広信府を守っていたが、盛冬に民衆を動員して城の堀を浚渫しようとした。李文忠はこれを止めようとしたが、葛俊は聞き入れなかった。李文忠は怒って、兵を使って中止させようとした。劉辰は広信府に赴いて葛俊を説得した。葛俊が謝罪したので、両者の衝突は避けられた。親が老齢になったことから、劉辰は辞職して帰郷した。
建文年間、劉辰は推薦を受けて監察御史に抜擢され、鎮江府知府として出向した。長江のほとりにある田80頃あまりが水没して久しかったが、以前のように再建するよう劉辰の提言によって整備された。ときに京口の閘門が廃止され、水上輸送する者は新河を通って長江に出るようになっていたが、舟の事故が多発していた。劉辰がもとの閘門を改修した。運河は涸れやすく、仰練湖は水があふれやすく、三斗門は廃止されて久しかったが、劉辰がこれらを修築し、舟による水運を開通させた。
永楽初年、李景隆に劉辰は国初の事情を知っていると言上されたことから、永楽帝に召し出されて、『太祖実録』の編纂に参加した。江西布政司参政に転じ、江西9州の荒廃した農地にかける租税を廃止するよう上奏した。飢饉の年にあって、劉辰は富民に飢民へ貸し出すよう勧め、徭役を停止して休息させた。官が年期を区切って償還する売買契約書を発行した。劉辰は官にあって廉潔勤勉で気骨を重んじ、都司や按察使とたびたび争ったため、罪に問われて免官された。1416年（永楽14年）、行部左侍郎として起用された。1418年（永楽16年）、老齢のため致仕した。郷里に帰る途中に死去した。享年は78。著書に『国初事蹟』1巻があった。
子に劉徴があった。